# Pristaulacus patrati
Pristaulacus patrati is een vliesvleugelig insect uit de familie van de Aulacidae. De wetenschappelijke naam van de soort is voor het eerst geldig gepubliceerd in 1833 door Audinet-Serville.